# Téleklos
Téleklos (starořecky Τήλεκλος) byl král Sparty přibližně v letech 760–740 př. n. l. z královského rodu Agiovců. Jeho spolukrálem z královského rodu Eurypontovců byl Nikandros.
Skutečné dějiny starověké Sparty z doby, kdy měl vládnout Téleklos jsou známé jen povrchně. Současníky zaznamenány nebyly, s přibývajícím časem se stopy dějinných událostí ztrácely a  antičtí historikové, kteří je později zaznamenali, už čerpali ze zdrojů, ve kterých lze těžko rozlišit skutečné události od legend a mýtů.
Historik Herodotos žijící v pátém století př. n. l. nezaznamenal o králi Téleklovi žádné události. Zmiňuje se o něm jen jako o předkovi krále Leónida v královské linii rodu Agiovců.
Více podrobností zmiňuje historik a geograf Pausaniás, který ve druhém století navštívil Řecko a kromě popisů krajiny a jejích pamětihodností psal i o její historii. Pausaniás ve své knize Cesta po Řecku píše, že za panování krále Télekla Sparta už téměř dovršila dobývání území Lakónie. Sparťané dobyli města achájských starousedlíků Amykly, Fáridu a Gerantry. Města Fáris a Gerantry byly útoky Sparťanů vyděšené a vzdaly se bez boje. Amykly však Sparťanům kladly houževnatý odpor, ale nakonec dobyvatelům podlehly.
Pausaniás zaznamenal i událost, která se podle něj měla později stát jednou z příčin vypuknutí vojenského konfliktu mezi Spartou a Messénií. Tento příběh vypráví, že na hranicích mezi Spartou a Messénií u chrámu bohyně Artemis se každoročně konaly oslavy. Sparťané a Messéňané je slavili společně až do chvíle, kdy Messéňané na těchto oslavách zavraždili krále Sparty Télekla, který jim chtěl zabránit v únosu spartských pannen. Unesené a znásilněné panny údajně později spáchaly sebevraždu. Podle Messéňanů se však tato událost odehrála jinak. Mladí Sparťané převlečení za dívky se s ukrytými dýkami během noci pokusili zavraždit messénské šlechtice. Messéňané se bránili a při tomto incidentu byl zabit i král Téleklos. Následníkem Télekla se stal jeho syn Alkamenes.